# Harboøre Tange
Harboøre Tange är en tio kilometer lång dansk landtunga med flygsand mellan Nordsjön och Limfjorden i Lemvigs kommun i Västjylland.
Längst norrut ligger samhället Thyborøn, där Nissum Bredning och Limfjorden efter en stormflod 1862 har sitt utlopp genom Thyborøn Kanal mellan Harboøre Tange och Agger Tange. I Rønland ligger kemifabrikrn Cheminova, som har blivit beryktad för sina deponeringar av giftigt avfall från slutet av 1950-talet och framåt vid Høfve 42 vid Nordsjökusten.

## Bildgalleri

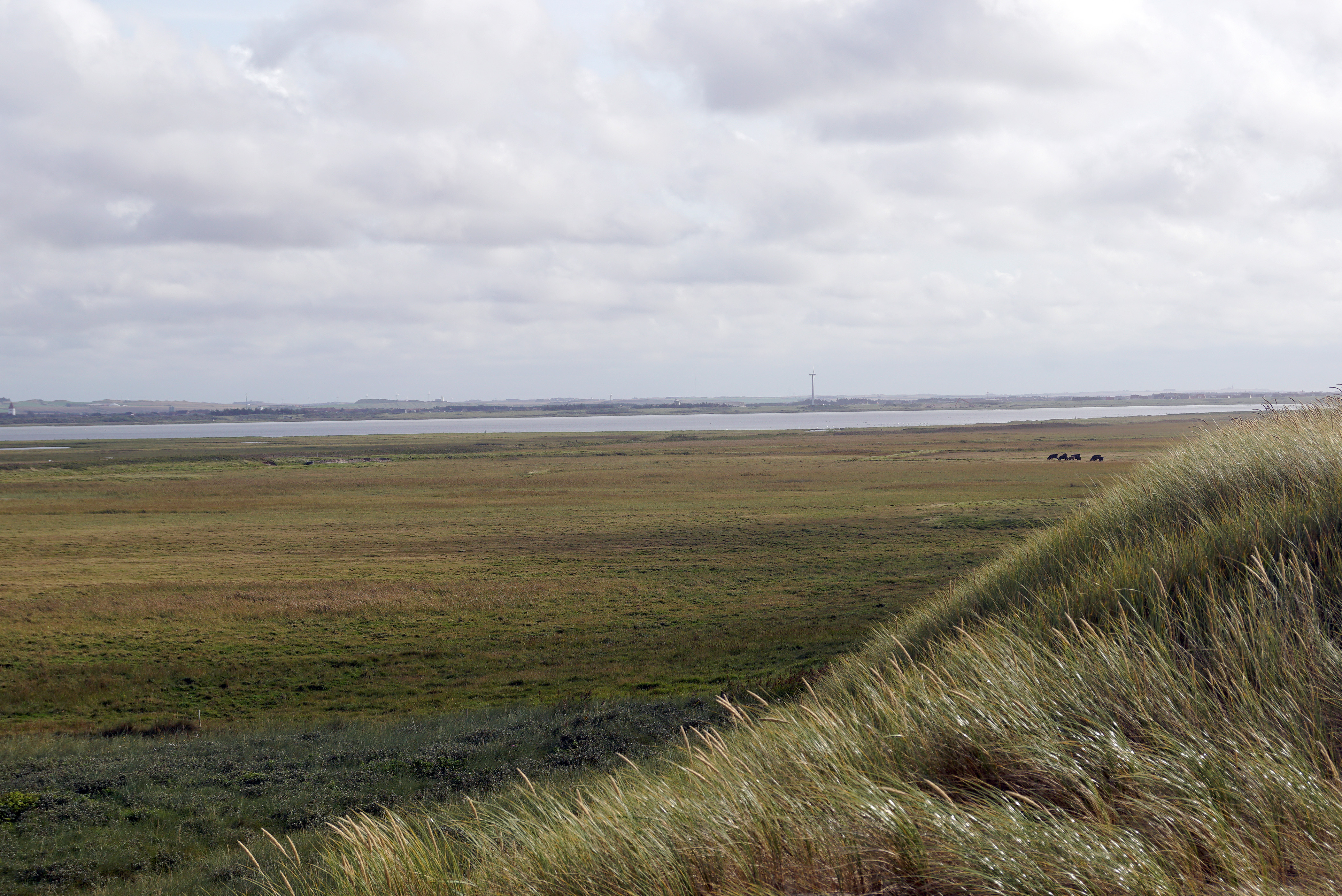
Strandängar på Harboøre Tange mot nordost, med Harboøre i bakgrunden
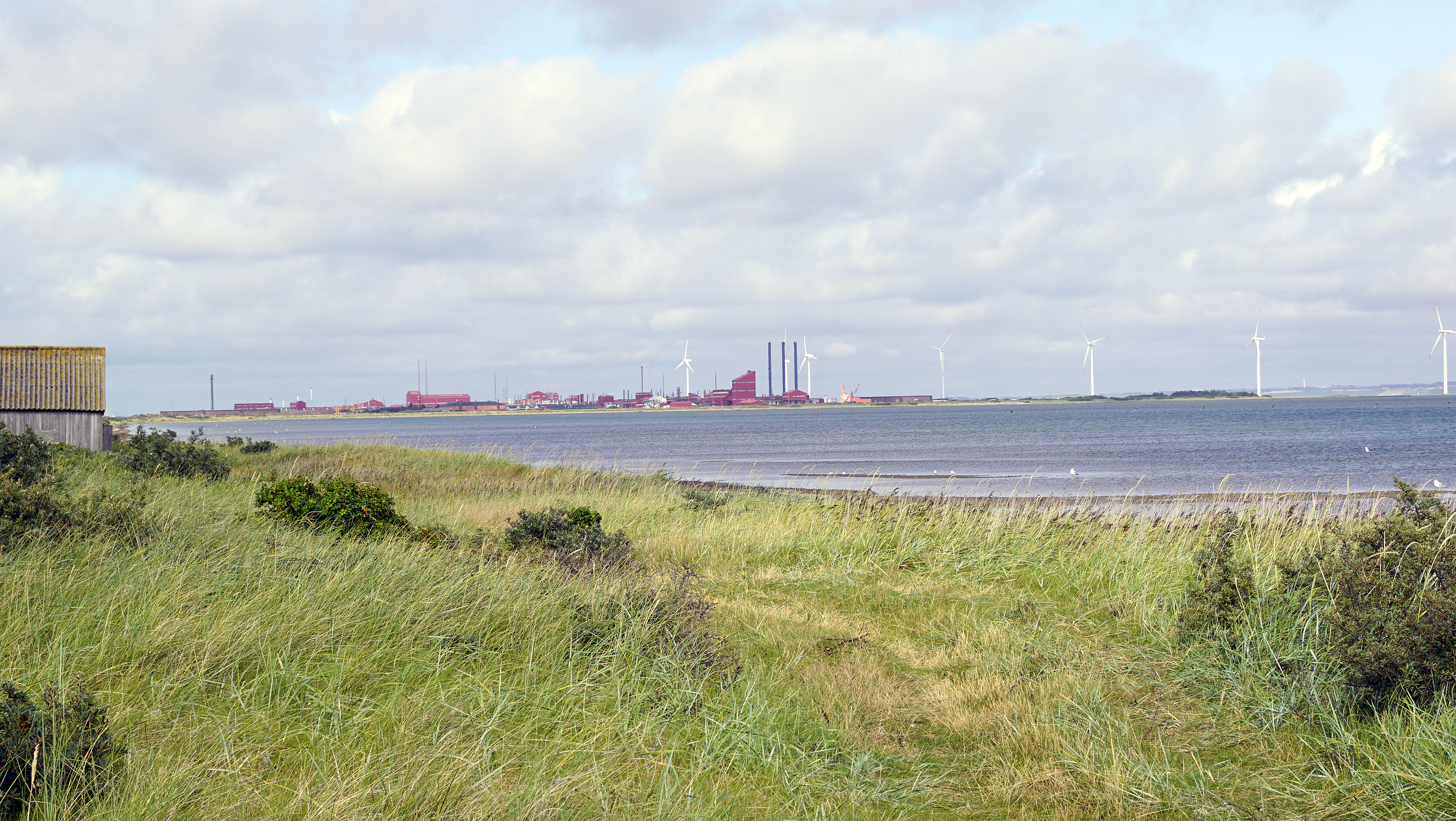
Limfjorden i södra delen av Harboøre Tange, med  Cheminovas fabriksanläggning i bakgrunden
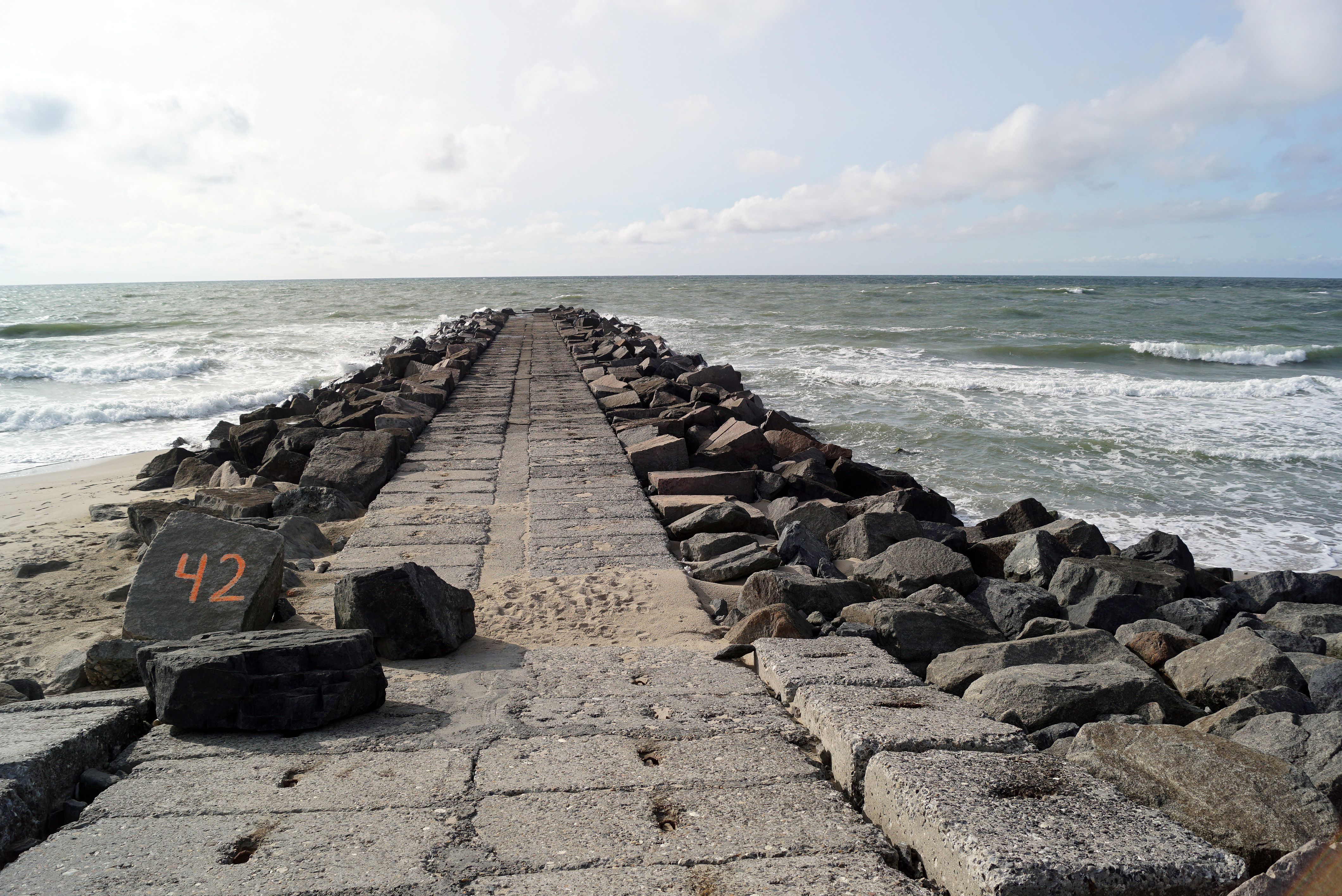
Höfde 42